# Gottfried W. Locher (Theologe)

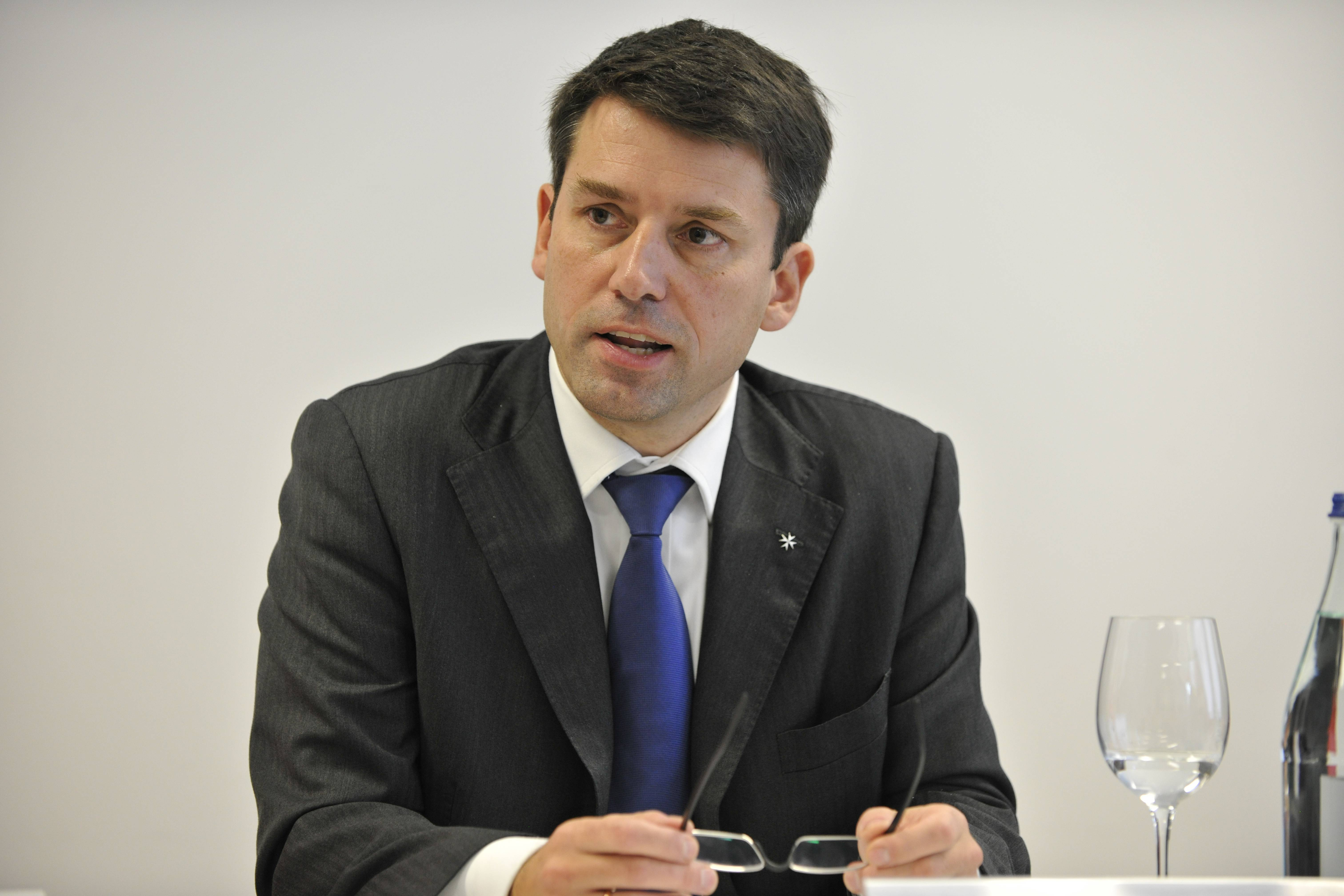
Gottfried W. Locher (2013)

Gottfried Wilhelm Locher (* 31. Oktober 1966 in Bern, heimatberechtigt in Zürich und Bern) ist ein ehemaliger Schweizer Pfarrer und Theologe. Vom  1. Januar 2011 an war er Präsident der Evangelisch-reformierten Kirche Schweiz (kurz EKS; damaliger Name: Schweizerischer Evangelischer Kirchenbund), bis er am 27. Mai 2020 seinen Rücktritt mit sofortiger Wirkung erklärte. Von 2015 bis Juni 2020 war er zudem geschäftsführender Präsident der Gemeinschaft Evangelischer Kirchen in Europa (GEKE).

## Leben
Gottfried Locher wurde 2000 am King’s College, University of London, in systematischer Theologie (Ph.D.) promoviert (Sign of the Advent: A Study in Protestant Ecclesiology, 2004 als Buch publiziert). Er hat ausserdem einen Master of Business Administration (M.B.A.) von der London Business School erworben. Im Schweizer Militär befehligte er als Oberstleutnant ein Bataillon.
Er arbeitete von 1994 bis 1999 als Pfarrer der Swiss Church in London. Von 2001 bis 2005 leitete er die Abteilung für Aussenbeziehungen des Schweizerischen Evangelischen Kirchenbundes und war von 2006 bis 2010 Leiter des Instituts für Ökumenische Studien an der Universität Freiburg (Schweiz). Im Jahre 2008 wurde er in den Synodalrat der Reformierten Kirchen Bern-Jura-Solothurn gewählt, wo er bis 2010 tätig war.
Locher war von 2011 bis 2020 vollamtlicher Präsident des Rats der Evangelisch-reformierten Kirche Schweiz, sein Amtsvorgänger war Thomas Wipf. Im Juni 2018 wurde Locher zum dritten Mal zum Ratspräsidenten gewählt; er erhielt 43 der 70 Abgeordnetenstimmen, seine Herausforderin Rita Famos erhielt 24 Stimmen.
Am 12. Oktober 2015 wurde Locher als Nachfolger des 2015 verstorbenen Landesbischofs Friedrich Weber zum geschäftsführenden Präsidenten des Rates der Gemeinschaft Evangelischer Kirchen in Europa (GEKE) gewählt. 2018 wurde er wiedergewählt. Er teilte das Präsidium mit Miriam Rose und John Bradbury. Locher war ausserdem von 2015 bis 2020 Vorsitzender des Schweizerischen Rates der Religionen.
Locher vernetzte die Schweizer Reformierten weltweit, pflegte aktive Beziehungen auf viele Seiten hin, insbesondere zur römisch-katholischen Kirche, ohne evangelische Grundanliegen aufzugeben. Die aus dem Glauben an Christus gewonnene Freiheit und die aus dem Gebet verantwortete Tat waren ihm besonders wichtig. Zudem wollte er die evangelisch-reformierten Kirchen in der Schweiz «aufwecken, reformieren und ihnen mehr Profil geben». Im Jahr 2014 gelangte er in die Schlagzeilen, weil er in einem Buchinterview pointierte Aussagen zu Männern, Frauen, Sexualität, Prostitution und auch zu anderen Themen gemacht hatte und ihm teilweise Sexismus vorgeworfen wurde. Im August 2019 befürwortete Locher die Trauung gleichgeschlechtlicher Paare.
Nachdem im Frühling 2020 mit Sabine Brändlin eine Kollegin Lochers in der EKS wegen «unüberbrückbarer Differenzen» aus der Exekutive zurückgetreten war, kam von mehreren Frauen der Vorwurf auf, Locher habe «Grenzverletzungen» begangen. Unter anderem auf Druck von vier grossen Landeskirchen trat Locher am 27. Mai per sofort als Präsident zurück. Die Vorwürfe sind bislang (Stand 2020) nicht geklärt. Im Juni 2020 erklärte er auch den Rücktritt aus dem Rat und Präsidium der Gemeinschaft Evangelischer Kirchen in Europa (GEKE). Laut eigener Ankündigung in verschiedenen Schweizer Tageszeitungen ist er im Frühling 2022 aus der evangelisch-reformierten Landeskirche ausgetreten.
In den Jahren 2022 bis 2023 veröffentlichte Locher Videokolumnen in der Wochenzeitschrift Die Weltwoche. Er betreibt die Internetseite Neues Wort zum Sonntag.
Locher ist verheiratet und hat drei Kinder.

## Ehrungen
Die Universität Debrecen im Osten Ungarns verlieh ihm 2013 die Ehrenpromotion (Dr. theol. h. c.). Er ist Ehrenritter der Schweizerischen Kommende des Johanniterordens. 2017 wurde er in der Londoner St Paul’s Cathedral als Ökumenischer Ehrendomherr eingesetzt.